# Saint-Sigismond (Maine-et-Loire)
Saint-Sigismond is een plaats en voormalige gemeente in het Franse departement Maine-et-Loire in de regio Pays de la Loire) en telt 312 inwoners (1999). De plaats maakt deel uit van het arrondissement Angers.

## Geschiedenis
Op 1 januari 2024 fuseerde Saint-Sigismond met de belendende gemeente Ingrandes-Le Fresne sur Loire, die op 1 januari 2016 was gevormdd door het samenvoegen van de toenmalige gemeenten Le Fresne-sur-Loire en Ingrandes. De nieuwe fusiegemeente kreeg de naam Ingrandes-le-Fresne-sur-Loire.

## Geografie
De oppervlakte van Saint-Sigismond bedraagt 12,7 km².
De onderstaande kaart toont de ligging van Saint-Sigismond (Maine-et-Loire) met de belangrijkste infrastructuur en aangrenzende gemeenten.

## Demografie
Onderstaande figuur toont het verloop van het inwonertal.
Le Fresne-sur-Loire · Ingrandes · Saint-Sigismond